# Rüdenau
Rüdenau – miejscowość i gmina w Niemczech, w kraju związkowym Bawaria, w rejencji Dolna Frankonia, w regionie Bayerischer Untermain, w powiecie Miltenberg, wchodzi w skład wspólnoty administracyjnej Kleinheubach. Leży w Odenwaldzie, około 6 km na zachód od Miltenberga.

## Demografia
| Rok  | Liczba mieszk. |
| ---- | -------------- |
| 1792 | 328            |
| 1832 | 432            |
| 1900 | 500            |
| 1939 | 555            |
| 1950 | 646            |
| 1970 | 745            |
| 1987 | 793            |
| 2000 | 868            |
| 2005 | 862            |

## Zabytki i atrakcje
- źródło Otylii
- kościół pw. św. Otylii (St. Ottilien)

## Oświata
(na 1999)

W gminie znajduje się 47 miejsc przedszkolnych oraz szkoła podstawowa.